# Josep Abril i Argemí
Josep Abril i Argemí (Santa María de Palautordera, 1869-Barcelona, 16 de marzo de 1939) fue un político y escritor español, adscrito al nacionalismo catalán. Durante la Segunda República fue alcalde de Mataró.

## Biografía
Nació en Santa María de Palautordera en 1869. Quinto de diez hermanos, se estableció primero en Granollers y finalmente en Mataró. Fue miembro del Partido Republicano Democrático Federal durante la Restauración borbónica, y concejal por dicha formación en trece ocasiones (1899, 1901, 1902, 1904, 1905, 1906, 1909, 1910, 1911, 1913, 1920, 1922 y 1923). 
Miembro del Centro Republicano Federal, integrado en Esquerra Republicana de Catalunya, con la candidatura de la coalición republicano-socialista, en las elecciones municipales de 1931 que dieron lugar a la proclamación de la Segunda República fue elegido de nuevo concejal y, después, alcalde de Mataró. Fue detenido y sufrió prisión durante los sucesos revolucionarios de 1934. Al producirse el golpe de Estado de julio de 1936 que dio lugar a la Guerra Civil, fue brevemente juez y fiscal de la localidad, siendo más tarde designado comisario municipal en Dosrius hasta el final del conflicto.

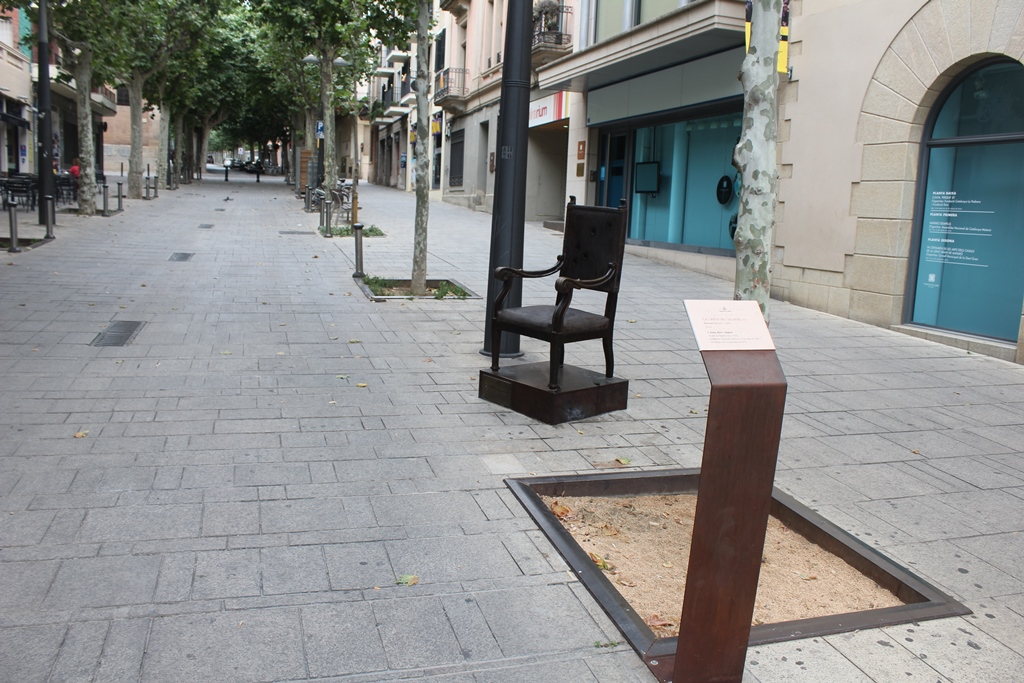
Perecoll: la cadira de l'alcalde. A Josep Abril - colocado en la riera de Mataró 2018

Al finalizar la guerra en la zona de Cataluña, no quiso marchar al exilio y fue detenido en febrero de 1939, preso en la cárcel Modelo de Barcelona, juzgado en consejo de guerra sumarísimo acusado de apoyar a la columna Malatesta que había cometido un asesinato en la localidad en la persona de un médico, y alegrarse de dicha muerte en público. A pesar de que se aportaron pruebas documentales en las que se demostraba que Josep Abril no había proferido palabra alguna de satisfacción por los hechos, sino que había sido un militante anarconsindicalista, y que en ningún caso había apoyado a la columna en esa circunstancia, fue condenado a muerte. Sería ejecutado en el Campo de la Bota el 16 de marzo de 1939.
Como escritor, fundó el Diario de Mataró, El Nuevo Ideal, portavoz del republicanismo federal, y escribió el libro de ficción Las aventuras de Nono (primero publicado como Colección de Diálogos) y el ensayo La revolución de julio de 1909 en Mataró. A través de sus obras y artículos, se postuló firme defensor de la igualdad, la fraternidad, la educación de calidad y la mejora de las condiciones sociales y laborales de los trabajadores.